# Bakhdida
 Der er for få eller ingen kildehenvisninger i denne artikel, hvilket er et problem. Du kan hjælpe ved at angive troværdige kilder til de påstande, som fremføres i artiklen.

Bakhdida (gammelsyrisk: ܒܲܓܼܕܹܝܕܵܐ, arabisk: بخديدا, kurdisk: قەرەقووش)  er en by i Iraks Ninawa-provins. Byen ligger 32 km sydøst for Mosul.
Byen har 18.000(2018) indbyggere efter befrielsen fra Islamisk Stat.